# سانی ویمز
سانی ویمز (انگلیسی: Sonny Weems؛ زادهٔ ۸ ژوئیهٔ ۱۹۸۶) بازیکن بسکتبال اهل ایالات متحده آمریکا است. از باشگاه‌هایی که در آن بازی کرده‌است می‌توان به دنور ناگتس، تورنتو رپترز، باشگاه بسکتبال زسکا مسکو، فیلادلفیا سونتی‌سیکسرز، و فینیکس سانز اشاره کرد.